# Powell (Ohio)
Pour les articles homonymes, voir Powell.
Powell est une ville américaine située dans le comté de Delaware, dans l'Ohio. Selon le recensement de 2010, sa population est de 11 500 habitants.